# Sam Hutchinson
Samuel Edward "Sam" Hutchinson, född den 3 augusti 1989 är en engelsk fotbollsspelare som spelar för Sheffield Wednesday. Han kom till Chelsea FC när han var 9 år gammal och gjorde sin debut i maj 2007 när han var 18 år.